# Station Belfort
Station Belfort is een spoorwegstation in de Franse gemeente Belfort.

## Treindienst
| Serie | Treinsoort | Route | Bijzonderheden |
| ----- | ---------- | --- | -------------- |
| K 4   | TER (SNCF) | Paris-Est – Nogent-sur-Seine – Romilly-sur-Seine – Troyes – Vesoul – Lure – Belfort – Altkirch – Mulhouse-Ville |                |
| C 13  | TER (SNCF) | Belfort – Altkirch – Mulhouse-Ville                                                                             |                |
| P 50  | TER (SNCF) | Belfort – Lure – Aillevillers – Épinal                                                                          |                |